# Lijst van beelden in Vijfheerenlanden
Dit is een (onvolledige) lijst van beelden in Vijfheerenlanden. Onder een beeld wordt hier verstaan elk driedimensionaal kunstwerk in de openbare ruimte van de Nederlandse gemeente Vijfheerenlanden, waarbij beeld wordt gebruikt als verzamelbegrip voor sculpturen, standbeelden, installaties, gedenktekens en overige beeldhouwwerken.

## Ameide
| Geplaatst | Omschrijving         | Kunstenaar         | Straat                        | Materiaal | Afbeelding |
| --------- | -------------------- | ------------------ | ----------------------------- | --------- | ---------- |
| 1977      | Burg. Wessels (bank) |                    | Prinsengracht / Paramasiebaan | Baksteem  |            |
| 1985      | De Kersenplukker     | Marcus Ravenswaaij | Voorstraat                    | Brons     |            |

## Kedichem
| Geplaatst | Omschrijving      | Kunstenaar          | Straat             | Materiaal | Afbeelding |
| --------- | ----------------- | ------------------- | ------------------ | --------- | ---------- |
|           | Knikkerend meisje | Marijke Ravenswaaij | C. Verheuvelstraat |           |            |

## Leerdam
| Geplaatst | Omschrijving                                | Kunstenaar                | Straat | Materiaal | Afbeelding |
| --------- | ------------------------------------------- | ------------------------- | --- | --------- | ---------- |
| 1928      | Mozaïek glasfabriek                         | Andries Copier            | Lingedijk, glasfabriek |           |            |
| 1932      | Standbeeld dr. C. Voogd                     | Adrianus Remiëns          | Dr. C. Voogdplein |           |            |
| 1934      | Ot en Sien                                  |                           | Tiendweg, bij Siemensstraat |           |            |
| 1954      | Opspuitend water                            | Carel Visser              | Kon. Emmalaan / Waterloop |           |            |
| 1954      | Fontein                                     | Carel Visser              | Stationsweg / Spoorstraat |           |            |
| 1955      | Verzetsmonument                             | Ben Guntenaar             | Stationsweg |           |            |
| 1979      | Het bokje                                   | Marcus Ravenswaaij        | Reigerpad |           |            |
| 1979      | De reigers                                  | Marcus Ravenswaaij        | Drossaardlaan / Griend |           |            |
| ????      | Dansje                                      | Jits Bakker               | Chr. scholengemeenschap De Joost, Joost de Jongestraat 45, Leerdam De beeldengroep is gesigneerd met "Jits Bakker" naast de linkervoet van het meisje zie: Jits Bakker - Beweging betrapt in brons, #24. Jaar waarin deze beeldengroep is vervaardigd, is er niet in vermeld |           |            |
| 1983      | Het melkmeisje                              | Marcus Ravenswaaij        | Drossaardlaan bij Molenlaan |           |            |
| 1984      | De Zwaluwen                                 | Marijke Ravenswaaij       | Dr. C. Voogdplein |           |            |
| 1988      | Mozaïek Wonderbare Visvangst                | Gerrit Sprado             | Europaplein |           |            |
| 1989      | Industriële kring Leerdam                   | J.P. Buiteman             | Energieweg |           |            |
| 1989      | De Balkenboer                               | Jos van Dormolen          | Archangel |           |            |
| 1992      | Hoek ter Leede                              | Evert van Lopik           | Bastion / Gerbrandylaan |           |            |
| 1994      | Monument voor gevallen boom                 | Ron Sluik & Reinier Kurpe | Bohemen |           |            |
| 1994      | Hangende bomen                              | Rein Bril                 | Memel, Natuurtuin |           |            |
| 1996      | Ode aan Jacoba                              | Beatrix Schweitzer        | Huisgracht |           |            |
| 2000      | Muizen                                      | Jeanette Ephraim          | De Lormstraat |           |            |
| 2002      | De glasblazers van Leerdam                  | Peter Erftemeijer         | Achter de Kerk /Kerkstraat |           |            |
| 2006      | Glashof Kunstwerk                           | Smits hoveniers           | Glashof |           |            |
| 2008      | Beeld aan de Linge                          | Hans van der Pennen       | Lingedijk t.o. Groenzoom |           |            |
|           | Project Westbeelden 1 - 8                   | Diet Wiegman              | Tiendweg e.a. |           |            |
|           | Leerling verlaat geborgenheid van de school | Bas Maters                | Molenlaan, school |           |            |
|           | Drie beren                                  |                           | Spoorstraat / Stationsweg |           |            |

## Lexmond
| Geplaatst | Omschrijving                           | Kunstenaar         | Straat                   | Materiaal                          | Afbeelding |
| --------- | -------------------------------------- | ------------------ | ------------------------ | ---------------------------------- | ---------- |
| 2001      | Dorpsomroeper en Communicatiesatelliet | Gert van der Woude | Dorpsstraat              | Brons                              |            |
| 1995      | J.D. van der Wind-bank                 |                    | Dorpsstraat              | Baksteen                           |            |
| 1973      | (Drink)water voor mens, dier en plant  | Marcus Ravenswaaij | Heicopperweg / Lakerveld | Bronze beelden op betonnen plateau |            |

## Meerkerk
| Geplaatst  | Omschrijving          | Kunstenaar     | Straat                  | Materiaal | Afbeelding |
| ---------- | --------------------- | -------------- | ----------------------- | --------- | ---------- |
| 1985?      | Eenden                |                | Lindenstraat            | Aluminium |            |
| 05-06-1998 | "Knooppunt" van wegen | Steef Roothaan | Raadhuisplein           | Steen     |            |
| 04-05-2011 | Oorlogsmonument       | Han Savelkoel  | Burgemeester Sloblaan 7 | Graniet   |            |

## Schoonrewoerd
| Geplaatst | Omschrijving | Kunstenaar          | Straat         | Materiaal | Afbeelding |
| --------- | ------------ | ------------------- | -------------- | --------- | ---------- |
| 1982      | Ooievaars    | Marijke Ravenswaaij | Achter de Kerk |           |            |

## Vianen (Utrecht)
| Geplaatst | Omschrijving                                       | Kunstenaar             | Straat                                                | Materiaal    | Afbeelding |
| --------- | -------------------------------------------------- | ---------------------- | ----------------------------------------------------- | ------------ | ---------- |
| ca. 1650  | Putti met zonnewijzer                              |                        | Lijnbaan                                              |              |            |
| 1950      | Oorlogsmonument                                    | Cephas Stauthamer      | Buitenlandpoort                                       |              |            |
| 1970      | Tijl Uilenspiegel met de grap van de linker schoen | Joop Puntman           | Hazelaarstraat 3 / Brugstraat (obs Tijl Uilenspiegel) |              |            |
| 1971      | Een nieuwe woning of De Sleutel                    | Marcus Ravenswaaij     | Burg. Jhr. Hoeufftlaan / Hogelandseweg                |              |            |
| 1971      | Reigers                                            | Willy Albers Pistorius | Prins Bernhardstraat (rotonde)                        |              |            |
| 1975      | Ina Boudier-Bakker (gevelsteen)                    | J.M. Dielisen          | Voorstraat 106                                        |              |            |
| 1981      | Monnikenwerk                                       | Marcus Ravenswaaij     | Burg. Jhr. Hoeufftlaan / Hogelandseweg                | brons        |            |
| 1987      | Poes                                               | Ella van de Ven        | Vijfheerenlanden (winkelcentrum)                      |              |            |
| 1989      | Paard                                              | Pieter d'Hont          | Voorstraat                                            |              |            |
| 1997      | Hendrik van Brederode (De Grote Geus)              | Paulus Reinhard        | Korte Kerkstraat                                      |              |            |
| 2000      | Vijf dierenfiguren: Gorilla, Miereneter, Aapjes    | Sander Goosen          | Het Slijk 7 (bs De Wiekslag)                          | brons        |            |
| 2009      | Vier waaiersluisdeuren                             | Jan van IJzendoorn     | Aimé Bonnastraat (rotonde)                            | gietijzer    |            |
| 2017      | Libre                                              | Marinke van Zandwijk   | Kanaalweg/ Korte kerkstraat (rotonde)                 | glas, metaal |            |